# (500385) 2012 TG80
(500385) 2012 TG80 es un asteroide perteneciente al cinturón de asteroides, descubierto el 14 de octubre de 2001 por el equipo del Spacewatch desde el Observatorio Nacional de Kitt Peak, Arizona, Estados Unidos.

## Designación y nombre
Designado provisionalmente como 2012 TG80.

## Características orbitales
2012 TG80 está situado a una distancia media del Sol de 3,109 ua, pudiendo alejarse hasta 3,931 ua y acercarse hasta 2,288 ua. Su excentricidad es 0,264 y la inclinación orbital 4,123 grados. Emplea 2003,08 días en completar una órbita alrededor del Sol.
Los próximos acercamientos a la órbita de Júpiter se producirán el 21 de mayo de 2065, el 22 de junio de 2075 y el 20 de junio de 2085, entre otros.

## Características físicas
La magnitud absoluta de 2012 TG80 es 17.